# Scutellinia legaliae
Scutellinia legaliae är en svampart som beskrevs av Lohmeyer & Häffner 1983. Scutellinia legaliae ingår i släktet Scutellinia och familjen Pyronemataceae.   Inga underarter finns listade i Catalogue of Life.